# یواس‌اس هوپر (دی‌ئی-۱۰۲۶)
یواس‌اس هوپر (دی‌ئی-۱۰۲۶) (به انگلیسی: USS Hooper (DE-1026)) یک کشتی بود که طول آن ۳۱۴ فوت ۶ اینچ (۹۵٫۸۶ متر) بود. این کشتی در سال ۱۹۵۷ ساخته شد.